# Pasquale Canzii
Pasquale Canzii est un séminariste catholique italien, né le 6 novembre 1914 à Bisenti et mort le 24 janvier 1930 à Penne, à l’âge de quinze ans. Il est reconnu vénérable par l'Église catholique.

## Biographie
Pasquale Canzii naît à Bisenti au sein d'une famille de petits agriculteurs. La pauvreté conduit son père à émigrer aux États-Unis. En 1926, au cours d'une mission paroissiale prêchée par des Passionistes, il exprime le désir de devenir prêtre. 
Il aime beaucoup saint Gabriel de l'Addolorata et souhaite devenir passionniste. Toutefois, son état de santé trop fragile ne lui permet pas d'entrer dans cet ordre religieux. En octobre 1926, il intègre le séminaire diocésain, à Penne.

Son rêve est de devenir un saint. Il s'inspire de saint Gabriel de l'Addolorata, de saint Louis de Gonzague et de saint Stanislas Kostka. Pour être un saint, il étudie et prie beaucoup et s'efforce d'être obéissant à ses supérieurs.

« Je veux me faire saint, vite saint, et un grand saint. Pardonne moi si plusieurs fois j'ai promis de le devenir et que je n'ai rien fais. Seigneur, mon Père, oublie mes péchés, reçois moi encore comme ton petit enfant »

— Pasquale Canzii, Lettre adressée à Dieu, 19 janvier 1930.
Affaibli par ses mortifications et les flagellations qu’il s’infligeait, il meurt d’une pneumonie le 24 janvier 1930 à l'âge de 15 ans.

## Béatification

### Enquête sur les vertus
La cause pour la béatification de Pasquale Canzii débute en 1999 dans le diocèse de Pescara. L'enquête récoltant les témoignages sur sa vie et ses écrits se clôture en 2001, et envoyée à Rome pour y être étudiée par la Congrégation pour les causes des saints.
Le 21 janvier 2021, le pape François reconnaît l'heroïcité des vertus de Pasquale Canzii, et le déclare vénérable.

### Culte
Ses restes reposent depuis 1999 sous l’autel d’une chapelle latérale de l'église Santa Maria degli Angeli à Bisenti.